# فرید مختاری
فرید مختاری (انگلیسی: Farid Mokhtari؛ زادهٔ ۲۱ مارس ۱۹۹۱) یک بازیکن فوتبال اهل ایران است.
از باشگاه‌هایی که در آن بازی کرده‌است می‌توان به باشگاه فوتبال گیتی‌پسند اصفهان و باشگاه فوتبال ملوان بندر انزلی اشاره کرد.